# Léssagou Habé
Léssagou Habé (ou Léssagou Habbé) est une localité et une commune rurale du Mali de l'arrondissement central de Diallassagou, dans le cercle de Diallassagou et la région de Bandiagara.

## Villages
La commune s'étend sur 22 localités relevées lors du recensement général de 2009. 
Les villages les plus peuplés sont :
- Passadougou (1 866 habitants)
- Gomossagou (1 227 habitants)
- Kana (1 106 habitants)

Le chef-lieu communal Léssagou Habé compte 871 habitants.